# 鍾允復
鍾允復（1552年—？），字大亨，號继原，江西南昌府南昌縣人，民籍，明朝政治人物。

## 生平
隆慶元年（1567年）丁卯科江西鄉試第十七名，萬曆十四年（1586年）丙戌科會試一百八十四名，登三甲第四十八名。礼部观政，本年六月授福建晉江縣知縣。丁艰归，十九年十一月復除武进县知县，丁憂歸。二十六年起升南京兵部主事，三十八年升南京礼部郎中。

## 家族
曾祖鍾玉潤；祖父鍾彩，贈監察御史；父鍾沂，曾任太僕寺少卿。母熊氏（封孺人）。具庆下。兄允諧。弟允晉、允升、允臨、允安。